# Oakland Cemetery
L'Oakland Cemetery est un cimetière situé à Atlanta en Géorgie.
Fondé en 1850, il est le plus ancien cimetière de la ville.
Il est inscrit au Registre national des lieux historiques.